# Jores Okore
Jores Okore (* 11. srpna 1992, Abidžan, Pobřeží slonoviny) je dánský fotbalista a reprezentant původem z Pobřeží slonoviny, který hraje na postu obránce v anglickém klubu Aston Villa. V roce 2012 vyhrál v Dánsku anketu Talent roku v kategorii do 21 let.

## Reprezentační kariéra

### Mládežnické reprezentace
Okore odehrál za dánský reprezentační výběr do 21 let tři zápasy (platí k 12. dubnu 2013).

### A-mužstvo
V A-týmu Dánska zažil debut v přátelském utkání se Švédskem 11. listopadu 2011, které skončilo výhrou domácího Dánska 2:0. Okore nastoupil na hřiště v 62. minutě za stavu 1:0. Trenér Morten Olsen jej doplnil na soupisku pro EURO 2012, kde se Dánsko střetlo v základní skupině B („skupina smrti“ – nejtěžší základní skupina na turnaji) postupně s Nizozemskem (9. června, výhra 1:0), Portugalskem (13. června, prohra 2:3) a Německem (17. června, prohra 1:2). Jores však nezasáhl ani do jednoho zápasu dánského mužstva.
V přátelském střetnutí 15. srpna 2012 nastoupil v Odense v základní sestavě proti Slovensku, po závěrečném hvizdu musel přijmout porážku 1:3. Byl to jeho čtvrtý zápas v dánském národním týmu.